# New York hardcore
New York hardcore è il termine con cui si identifica la scena hardcore punk sviluppatasi a metà degli anni ottanta nell'area di New York e in zone poco distanti come il New Jersey, Connecticut o Long Island.

## Storia

### Gli anni ottanta
La storia del primo hardcore di New York è divisibile in due fasi, una prima nata attorno al 1981 grazie a gruppi come Reagan Youth, Heart Attack e Kraut, e una seconda originatasi attorno al 1985 e che aveva i suoi interpreti principali in Murphy's Law, Agnostic Front, Cro-Mags e Youth of Today. Dal punto di vista politico la prima ondata era schierata a sinistra, mentre la seconda si distinse per l'ideologia di destra e per la presenza di gruppi skinhead, oltre che per l'appartenenza in larga parte alla filosofia straight edge.
Precedentemente alle due ondate succitate, furono attivi a New York alcune band di transizione tra il punk classico e l'hardcore come The Stimulators, Mad, Fast, Whorelords, Blessed e Th'Influence, che si esibivano solitamente al CBGB o al Max's Kansas City. In particolare gli Stimulators, che avevano  come bassista Harvey Flanagan, in seguito nei Cro-Mags, contribuirono a creare le basi per l'hardcore di New York, pubblicando il 7" Loud Fast Rules nel 1980. Tuttavia l'hardcore vero e proprio cominciò nel 1981, quando Dead Kennedys, Misfits e Circle Jerks suonarono vari concerti a New York e i Bad Brains si trasferirono da Washington nella Grande Mela. Nel frattempo programmi radio come Noise the Show sulla radio universitaria di New York WNTU iniziarono a trasmettere i primi dischi hardcore, e nacque anche la rubrica New York Nooze su Trouser Press e Sounds, che si occupava dell'hardcore di New York. Inoltre la scena cominciava a coagularsi attorno ad alcuni bar e club: l'A7 nell'East Village, il Park Inn e il 171A, che fungeva sia da locale che da studio di registrazione per gruppi come Bad Brains e Beastie Boys. Dave Parsons, proprietario del 171A, aprì nello scantinato di quest'ultimo il negozio di dischi Rat Cage, che avrebbe prodotto in seguito album come United Blood degli Agnostic Front e Pollywog Stew dei Beastie Boys.
La scena hardcore vera e propria di New York tuttavia cominciò a formarsi attorno al 1982, anno in cui Bobby Steele fu cacciato dai Misfits e formò gli Undead, che con l'EP Nine Toes Later si fecero rapidamente un nome nell'hardcore newyorkese. Nello stesso anno i Beastie Boys pubblicarono Pollywog Stew, il loro unico disco hardcore, che non ottenne grande visibilità nella scena. L'anno successivo fu la volta del primo LP dei Kraut, An Adjustement to Society e dell'esordio degli Heart Attack con Keep Your Distance, mentre i Beastie Boys virarono verso l'hip hop con Cooky Puss. Il 1983 fu anche l'anno del debutto omonimo dei Nihilistic, che non ottenne particolari riscontri in termine di popolarità, ma che fu influente sulla successiva ondata dell'hardcore di New York a causa del machismo dei testi e all'appartenenza alla sottocultura skinhead.
Nel 1984 tuttavia la prima ondata, tendenzialmente di sinistra, era stata ormai soppiantata da un nuovo gruppo di band come Agnostic Front, Cause for Alarm, Cro-Mags e Murphy's Law, in larga parte skinhead. I Cro-Mags registrarono dei demo nel 1985, che furono pubblicati sotto forma di LP in The Age of Quarrel, in cui il gruppo fondeva hardcore e heavy metal. Tuttavia la storia del complesso, che aveva la particolarità di appartenere alla filosofia Hare Krishna, fu caratterizzata dai continui litigi fra il bassista Harvey Flanagan e il cantante John Joseph, che lasciò i Cro-Mags subito dopo la pubblicazione di The Age of Quarrel. I Murphy's Law, che avevano esordito dal vivo nel 1983 insieme a Reagan Youth e MDC, pubblicarono la cassetta Bong Blast nel 1984, che guadagnò loro un contratto con l'etichetta Rock Hotel/Profile. Il debutto omonimo Murphy's Law ebbe un successo inaspettato per un disco hardcore, e procurò al complesso un tour di spalla a Fishbone e Beastie Boys durante il quale suonarono davanti a un pubblico di 20.000 persone. Gli Agnostic Front esordirono nel 1983 con l'EP United Blood, cui seguirono nel 1984 Victim in Pain, e soprattutto Cause for Alarm nel 1986, che secondo alcuni sancì la fusione tra hardcore e metal. Questo LP allargò i consensi del gruppo, ma allo stesso tempo scontentò i fan della prima ora e fanzine come Maximumrocknroll, che criticò l'album anche per i testi scritti da Peter Steele, ed in particolare la traccia Public Assistance che attaccava i disoccupati che vivono di sussidi dello Stato.
Attorno al 1985/1986 emerse una terza ondata di gruppi, che mescolavano lo stile musicale di Bad Brains e Cro-Mags con l'attitudine straight edge dei Minor Threat; tra questi complessi i più importanti furono Crumbsuckers, Gorilla Biscuits, Token Entry, Gilligan's Revenge e Youth of Today. In questo periodo si iniziò anche a formare il sound chiamato mosh, che si sarebbe evoluto in seguito nel metalcore. Questo nuovo stile chitarristico fu sperimentato da Bad Brains e Corrosion of Conformity, che aggiunsero ritmi derivati dai Black Sabbath alla propria musica, creando un beat più lento.

### La crisi e la rinascita
Il mosh, nelle sue versioni più violente, creò anche l'occasione per risse e lotte fra gang; a questo si aggiunsero altri problemi, come la frammentazione della scena in aree limitrofe a New York. Tutto ciò portò ad una crisi della scena hardcore della fine degli anni ottanta, anche se in quello stesso periodo si formarono vari gruppi importanti dei primi '90 come Biohazard, Vision of Disorder, Ludichrist, Leeway e Underdog.
Attorno al 1994 la scena iniziò la sua rinascita, grazie a compilation come New York's Hardest della IJT Records e all'apertura all'hardcore da parte di nuovi locali come Wetlands e Brownies. Parallelamente fu fondata l'etichetta Creepy Crawl Productions, che portò l'hardcore anche a Coney Island, favorendo la ripresa di tutta la scena newyorkese. Un altro elemento che contribuì al superamento della crisi fu la riunione degli Agnostic Front, che si erano sciolti nel 1992 a causa dell'arresto del frontman Roger Miret. Infine, il successo commerciale di gruppi punk come Rancid e Green Day in quegli anni diede nuova visibilità alla scena underground, e allo stesso modo gruppi come Quicksand, Beastie Boys, Orange 9mm, Helmet, CIV, Prong e Cop Shoot Cop, tutti legati all'hardcore di New York, pubblicarono in quegli anni vari album con etichette major.
Tutto ciò pose le basi per la nascita di una nuova ondata di gruppi hardcore come H2O, Vision of Disorder, Crown of Thornz, Fahrenheit 451, Shutdown, Ensign, Kill Your Idols, Sub-Zero e Stillsuit. Questa nuova ondata tuttavia non fu omogenea come le precedenti: in essa coesistevano gruppi più melodici come gli H20, band più influenzate dal metal come i Madball e complessi straight edge come Shutdown, Ensign e Nine Lives. Gli stessi Madball, insieme a Integrity, Biohazard e Judge, furono fondamentali per la nascita del metalcore, un sottogenere le cui origini risalivano ai tardi anni ottanta ma emerso solo alla metà degli anni novanta e che fondeva l'hardcore con varie forme di metal estremo.

## Alcuni gruppi della scena

### Inizi
- The Abused
- Agnostic Front
- Armed Citizens
- Beastie Boys
- Carnivore
- Cause for Alarm
- Cro-Mags
- Even Worse
- False Prophets
- Heart Attack
- Kraut
- Major Conflict
- The Misguided
- The Mob
- Murphy's Law
- The Nihilistics
- No Thanks
- Reagan Youth
- SFA
- Ultraviolence
- Urban Waste
- Warzone

### Band dei tardi anni 80 e primi 90
- Biohazard
- Born Against
- Breakdown
- Burn
- Fit of Anger
- Gorilla Biscuits
- Judge
- Life's Blood
- Madball
- Quicksand
- Shelter
- Sick of It All
- Six and Violence
- Snapcase
- Strife
- Youth of Today

### Gruppi più recenti
- Full Blown Chaos
- H2O
- Most Precious Blood
- Sworn Enemy
- Subzero
- Step2Far